# Résolution 1723 de l'Assemblée générale des Nations unies
La résolution 1723 de l'Assemblée générale des Nations unies du 20 décembre 1961  a été adoptée par une majorité de 56 votes pour, 11 contre et 29 abstentions lors d’une séance plénière. Elle est le résultat d'une initiative de l’Irlande, la Malaisie, la Thaïlande et le Salvador, demandant que la question du Tibet soit à nouveau abordée. Cette résolution reconnaît et affirme le droit du peuple tibétain à l'autodétermination, condamne la violation de ce droit et appelle à sa restauration. Selon A. Tom Grunfeld elle a été votée alors que l'ONU empêchait la Chine communiste de devenir membre de l'organisation .

## Contexte historique
Le Tibet était de facto un État indépendant depuis 1912 mais sur lequel la Chine n'avait pas renoncé à sa souveraineté. En 1951, peu après que la Chine est devenue communiste, la république populaire de Chine a rétabli dans les faits son autorité sur le Tibet ou, selon le gouvernement tibétain en exil et d'autres sources, envahi celui-ci. Après le soulèvement de 1959, près de 80 000 Tibétains furent contraints à l'exil.
Selon John Kenneth Knaus, ex-agent de la CIA, en avril 1960 un groupe d'Indiens éminents dont Jayaprakash Narayan, J.J. Singh et Purshottam Trikamdas ont participé à l’organisation de la Conférence afro-asiatique sur le Tibet et contre le colonialisme en Asie et en Afrique. Les délégués de 19 pays asiatiques et africains rassemblés à New Delhi adoptèrent à l'unanimité une résolution soutenant le droit du peuple tibétain à l'autodétermination. Bien qu'aucun des délégués n’était un représentant officiel de son gouvernement, plusieurs de ces derniers ont exprimé leur sympathie pour la convention (l'Inde, qui préparant à une visite à Zhou Enlai, ne l'a pas fait). À l’automne, Singh et Trikamdas ont accompagné Gyalo Thondup à New York pour utiliser le soutien de la Conférence afro-asiatique et obtenir une résolution de l'ONU en faveur de l'autodétermination du Tibet. Ils réussirent à introduire la résolution, mais elle ne put être discutée lors des deux séances régulières, qui se sont enlisées vers la fin de l'année 1960, et elle fut examinée lors de la séance du printemps suivant.
Le 9 mars 1961, le 14e dalaï-lama lança un appel aux Nations unies en faveur d'une restauration de l'indépendance du Tibet.
Dans sa lettre au secrétaire général de l'ONU datée du 29 septembre 1960, le dalaï-lama exprime sa joie en remarquant que Nikita Khrouchtchev a appelé quelques jours plus tôt, lors de son discours devant l'Assemblée de l'ONU, à la liberté pour tous les peuples colonisés, ajoutant que son pays est colonisé . L'appel de Khrouchtchev mena à l'adoption de la Déclaration sur l'octroi de l'indépendance aux pays et peuples coloniaux à l'ONU.
L'Irlande considéra que les termes de la résolution 1514 de l’Assemblée générale des Nations unies de 1960 sur l'octroi de l'indépendance aux pays et peuples coloniaux étaient applicables au Tibet car les Tibétains constituaient un peuple exposé à la subjugation étrangère, la domination et l'exploitation.
La question du Tibet est discuté le 19 décembre 1961. Le représentant de la Malaisie, Nik Ahmad Kamil Nik Mahmud (en), déclare : « Depuis l'occupation du Tibet en 1950 par les forces armées de la république populaire de Chine, une occupation ironiquement décrite par les autorités chinoises comme une libération pacifique, le Tibet n'a connu ni paix ni liberté. Sa religion et sa culture qui pendant des siècles l'ont identifié comme un peuple distinct avec un caractère et une personnalité propre ont été systématiquement attaqués. Les milliers de Tibétains qui ont eu le courage de résister aux colonisateurs en défendant leurs libertés ont été éliminés. Des milliers d'autres, parmi lesquels des moines bouddhistes, ont été conscrits aux travaux forcés. Des enfants innocents sont séparés de leur famille et déportés en Chine. Toutes ces mesures font partie de la grande politique de la république populaire de Chine pour détruire le peuple tibétain ».

## Portée de la résolution
L'Assemblée générale, dans cette résolution de 1961, réitère solennellement sa demande tendant à ce qu'il soit mis fin à des pratiques qui privent le peuple tibétain de ses droits fondamentaux et de ses libertés fondamentales, notamment de son droit à l'autodétermination.
Cette résolution adoptée par l'Assemblée générale malgré les dispositions limitant l'exécution du droit à l'autodétermination, est une simple recommandation, elle n'est pas juridiquement contraignante. L'ONU a défini sans ambiguïté en 1960 les limites et les conditions de l'application du droit à l'autodétermination nationale : cette application ne doit en aucun cas porter atteinte à la souveraineté d'État d'un pays et compromettre son intégrité territoriale. Le principe de l'intégrité territoriale, consacré depuis longtemps par le droit international, constitue une limite à l'application du droit des peuples à disposer d'eux-mêmes et au principe d'autodétermination des peuples colonisés. La résolution 1514 (XV), adoptée le 14 décembre 1960 par l'Assemblée générale de l'ONU, admet cette limite et lui consacre le paragraphe 6 qui stipule clairement que « toute tentative visant à détruire partiellement ou totalement l'unité nationale et l'intégrité territoriale d'un pays est incompatible avec les buts et les principes des Nations unies ».
La république populaire de Chine ne faisait pas partie de l'ONU lors de son adoption, donc n'a pas pu participer aux débats et de ce fait ne la reconnaît pas.
Elle a été rappelée en 1965.
Lors de l'admission de la Chine au sein de l'ONU, en 1971, il n'en a pas été tenu compte.

## Suites
Selon le ministère des Affaires étrangères du gouvernement Jean-Pierre Raffarin, en accueillant la république populaire de Chine en son sein en 1971, l'ONU n'a pas contesté la souveraineté de Pékin sur le Tibet, souveraineté qui est admise par tous les États ayant noué des relations diplomatiques avec la RPC depuis 1949.

## Texte
1723 (XVI). Question du Tibet
L'Assemblée générale, 
- Rappelant sa résolution 1353 (XIV) du 21 octobre 1959 relative à la question du Tibet,
- Gravement préoccupée de la suite des événements au Tibet, notamment de la violation des droits fondamentaux du peuple tibétain et des mesures prises pour détruire le particularisme culturel et religieux qui l'a traditionnellement caractérisé,
- Notant avec une profonde anxiété les vives souffrances que ces événements ont infligées au peuple tibétain, ainsi qu'en témoigne l'exode massif de réfugiés tibétains vers les pays voisins,
- Considérant que ces événements violent les droits fondamentaux de l'homme et les libertés fondamentales énoncés dans la Charte des Nations unies et dans la Déclaration universelle des droits de l'homme, notamment le principe de l'autodétermination des peuples et des nations, et qu'ils ont pour effet déplorable d'accroître la tension internationale et d'envenimer les relations entre les peuples,

1. Réaffirme sa conviction que le respect des principes de la Charte des Nations unies et de la Déclaration universelle des droits de l'homme est essentiel à l'instauration d'un ordre mondial pacifique fondé sur le règne du droit;
2. Réitère solennellement sa demande tendant à ce qu'il soit mis fin à des pratiques qui privent le peuple tibétain de ses droits fondamentaux et de ses libertés fondamentales, notamment de son droit à l'autodétermination
3. Exprime l'espoir que les États membres feront tout ce qui est en leur pouvoir, selon qu'il conviendra, en vue d'atteindre les buts de la présente résolution.

1085e séance plénière, 20 décembre 1961